# Marcus (Washington)
Marcus és una població dels Estats Units a l'estat de Washington. Segons el cens del 2000 tenia 117 habitants.

## Demografia
Segons el cens del 2000, Marcus tenia 117 habitants, 48 habitatges, i 33 famílies. La densitat de població era de 188,2 habitants per km².
Dels 48 habitatges en un 29,2% hi vivien nens de menys de 18 anys, en un 56,3% hi vivien parelles casades, en un 6,3% dones solteres, i en un 29,2% no eren unitats familiars. En el 20,8% dels habitatges hi vivien persones soles el 8,3% de les quals corresponia a persones de 65 anys o més que vivien soles. El nombre mitjà de persones vivint en cada habitatge era de 2,44 i el nombre mitjà de persones que vivien en cada família era de 2,76.
Per edats la població es repartia de la següent manera: un 26,5% tenia menys de 18 anys, un 9,4% entre 18 i 24, un 17,1% entre 25 i 44, un 32,5% de 45 a 60 i un 14,5% 65 anys o més.
L'edat mediana era de 44 anys. Per cada 100 dones de 18 o més anys hi havia 95,5 homes.
La renda mediana per habitatge era de 27.500 $ i la renda mediana per família de 31.250 $. Els homes tenien una renda mediana de 30.417 $ mentre que les dones 22.500 $. La renda per capita de la població era de 10.798 $. Aproximadament el 25% de les famílies i el 28,4% de la població estaven per davall del llindar de pobresa.

## Poblacions més properes
El següent diagrama mostra les poblacions més properes.